# Burger Chef
Burger Chef war eine US-amerikanische Schnellrestaurantkette. Das Unternehmen wurde 1954 in Indianapolis, Indiana, gegründet und unterhielt im Jahr 1973 ca. 1050 Filialen in den Vereinigten Staaten und in Kanada.
1982 trennte sich die General Foods Corporation als Inhaberin der Marke von der Fast-Food-Kette und verkaufte sie schrittweise an Hardee’s. Das letzte Restaurant mit dem Namen Burger Chef wurde 1996 geschlossen.

## Geschichte

Außenwerbung von Burger Chef in Albuquerque (1979)

1954 patentierten Frank und Donald Thomas ihren Flammengrill (engl. Flame broiler) und gründeten ein eigenes Unternehmen in Indianapolis im US-Bundesstaat Indiana. Drei Jahre später wurde das erste Restaurant unter dem Namen „Burger Chef“ gegründet. Es folgten weitere Eröffnungen im ganzen Land, wobei der Fokus auf kleinen Städten lag. 1972 wurde die Anzahl der Standorte (1.200) nur von McDonald’s (1.600) übertroffen. Zu den angebotenen Produkten zählte u. a. der doppelte Hamburger Big Shef und der Viertel-Pfund-Burger Super Shef. Später kam die Works Bar hinzu, mit der die Kunden die Möglichkeit geboten wurde, sich den Hamburger nach eigenen Vorstellungen zu belegen.
Im Jahr 1968 kaufte General Foods die Kette und setzte die Expansion fort. Zum Zeitpunkt des Kaufs unterhielt Burger Chef 600 Standorte in 39 US-Bundesstaaten. Die Kette hatte zwei Maskottchen: Burger Chef (gesprochen von Paul Winchell) und seinen Gehilfen Jeff als Sidekick. In den frühen 1970er Jahren stellte die Kette den Funburger und das Funmeal vor, ein für Kinder zusammengestelltes Menü. Neben der Mahlzeit enthielt das Menü Geschichten, kleines Spielzeug und Rätsel über die Abenteuer und Freunde von Burger Chef und Jeff (darunter der Magier Burgerini, der Vampir Graf Fangburger, der sprechende Affe Burgerilla und die Hexe Cackleburger). Als McDonald’s 1979 das ähnliche Happy Meal einführte, klagte Burger Chef erfolglos dagegen.
1982 verkaufte General Foods die Schnellrestaurantkette für 44 Millionen US-Dollar an das kanadische Unternehmen Imasco, dem auch Hardee’s gehörte. Daraufhin wurden die Restaurant in Hardee’s-Systemgastronomien umgewandelt. Die verbleibenden Burger-Chef-Restaurants, die nicht auf Hardee’s oder neue Marken umgestellt wurden, wurden geschlossen.
Der Big-Shef-Hamburger war in den Jahren 2001, 2007 und 2014 an einigen Standorten im Mittleren Westen kurzzeitig erhältlich.
Im Januar 2007 wurde Hardee’s beim US-Patent- und Markenamt vom Unternehmen River West Brands, LLC verklagt, die die Aufgabe der Marke „Burger Chef“ forderte. Am 16. April 2009 wurde die Klage fallengelassen.

## Trivia
Die Burger-Chef-Morde (engl. Burger Chef murders) im Jahr 1978 sind ein ungeklärter Kriminalfall. In der Nacht vom Freitag, dem 17. November 1978, verschwanden vier junge Angestellte aus einer Burger-Chef-Filiale in Speedway (Indiana). Am Sonntagnachmittag fanden Wanderer die Leichen der Vermissten in den über 32 km entfernten Wäldern im Johnson County. Die Morde blieben ungelöst.